# Турнеја Британских и Ирских Лавова по Аустралији и по Новом Зеланду 1904.
Турнеја Британских и Ирских Лавова по Аустралији и по Новом Зеланду 1904. (службени назив:1904 British Isles tour to New Zealand and Australia) је била турнеја острвског рагби дрим тима по Аустралији и по Новом Зеланду 1904. Лавови су те године одиграли 14 утакмица у Аустралији и 5 утакмица на Новом Зеланду. Лавови су на овој турнеји победили Валабисе, али су изгубили од Ол блекса. Ово је била успешна турнеја. Лавови су играли одлично и забележили чак 16 победа, примивши свега 84 поена у 17 мечева.

## Тим
Стручни штаб
- Артур О'брајан, менаџер

Играчи
'Бекови'
- Крист Лејтс, Енглеска
- Џон Фишер, Енглеска
- Рис Гејб, Велс
- Фред Џовет, Велс
- Вили Левилин, Велс
- Теди Морган, Енглеска
- Пет Мекведи, Енглеска
- Артур О'брајан, Енглеска
- Перси Буш, Велс
- Томи Вил, Велс
- Френк Хулм, Енглеска

'Скрам'
- Дејвид Сиврајт, Шкотска, капитен
- Сид Беван, Велс
- Сидни Нелсон, Енглеска
- Џон Шарланд, Енглеска
- Денис Добсон, Енглеска
- Чарли Патерсон, Северна Ирска
- Реџ Едвардс, Северна Ирска
- Артур Хардинг, Велс
- Бурнет Маси, Енглеска
- Рон Роџерс, Енглеска
- Стјуарт Сандерс, Енглеска
- Треил, Енглеска
- Блер Свенел, Енглеска

## Утакмице

### Генерални учинак
| Одиграно утакмица | Победа Лавова | Нерешено | Пораз Лавова |
| ----------------- | ------------- | -------- | ------------ |
| 19                | 16            | 1        | 2            |

### Мечеви
| Утак. | Тим                             | Резултат | Тим    |
| ----- | ------------------------------- | -------- | ------ |
| 1.    | Нови Јужни Велс                 | 0:27     | Лавови |
| 2.    | Комбиновани тим западних округа | 6:21     | Лавови |
| 3.    | Нови Јужни Велс                 | 6:29     | Лавови |
| 4.    | Метрополитијан јунион           | 6:19     | Лавови |
| 5.    | Валабиси                        | 0:17     | Лавови |
| 6.    | Северни окрузи                  | 3:17     | Лавови |
| 7.    | Квинсленд                       | 5:24     | Лавови |
| 8.    | Метрополитијан јунион           | 3:17     | Лавови |
| 9.    | Квинсленд                       | 7:18     | Лавови |
| 10.   | Товумба                         | 3:12     | Лавови |
| 11.   | Валабиси                        | 3:17     | Лавови |
| 12.   | Нова Енглеска                   | 9:26     | Лавови |
| 13.   | Валабиси                        | 0:16     | Лавови |
| 14.   | Кантербери                      | 3:5      | Лавови |
| 15.   | Отаго                           | 8:14     | Лавови |
| 16.   | Ол блекси                       | 9:3      | Лавови |
| 17.   | Таранаки                        | 0:0      | Лавови |
| 18.   | Окланд                          | 13:0     | Лавови |
| 19.   | Нови Јужни Велс                 | 0:5      | Лавови |

| Победник турнеје по Аустралији 1904. |
| ------------------------------------ |
| Лавови (3-0)                         |

| Победник турнеје по Новом Зеланду 1904. |
| --------------------------------------- |
| Ол блекси (1-0)                         |

## Статистика
Највећа посета
Аустралија - Британски и ирски лавови, први тест меч, 34 000 гледалаца
Највише поена против Аустралије и Новог Зеланда
Перси Буш 20 поена